# Pluto TV
 (mai 2025).
 (octobre 2021).
Pluto TV est une société américaine de vidéo à la demande et de streaming, cofondée le 1er août 2013 par les Américains Nick Grouf, Tom Ryan et Ilya Pozin, dont le siège est basé aux États-Unis, à Los Angeles. Pluto TV est un service de streaming sans abonnement financé par la publicité et l'exploitation commerciale des données personnelles des utilisateurs. En 2019, l'entreprise est acquise par la multinationale américaine Viacom, devenue ViacomCBS puis Paramount Global. Au plan international, ce service revendique 26,5 millions d'utilisateurs en août 2020.

## Histoire
Le 31 mars 2014, Pluto TV lance son site web en version provisoire, bêta. À l'origine, Pluto TV agrège des canaux de sites de vidéo en ligne, comme YouTube et Dailymotion. En 2013, Pluto TV, détenue par Pluto, Inc., procède à une levée de fonds de 13 millions de dollars pour financer son développement. Le 1er juillet 2014, Pluto TV signe un accord avec Hulu pour distribuer leur offre. Après le rachat par ViacomCBS, Pluto TV exploite des contenus télévisuels tels que Nickelodeon et MTV. Le 1er juillet 2019, Pluto TV se diversifie et inaugure des versions Pluto TV Latino en espagnol et en portugais. En septembre 2019, le diffuseur s'implante en Allemagne, Autriche, Suisse, et Royaume-Uni. Le 8 octobre 2020, le service s'étend en Espagne, Italie et France, proposant 40 chaînes. Le 25 janvier 2024, Pluto TV change de logo en jaune avec « pluto » dans un cercle et « tv » latéral.

## Réseaux
Pluto TV est disponible en France y compris en outremer sur Internet et les systèmes iOS, Android, Windows, WebOS, Amazon Fire TV, PlayStation 4, Xbox One, etc.